# Energetski certifikat zgrade
Energetski certifitkat zgrade je dokument koji sadrži zapis o energetskim svojstvima zgrade, a izdaje ga ovlašteni energetski certifikator. Na svakom energetskom certifikatu nalazi se i grafički prikaz energetskog razreda i to u obliku strelice s podatkom o specifičnoj godišnjoj potrebnoj toplinskoj energiji. Zgrade koje imaju lošija energetska svojstva, tj. imaju veću specifičnu godišnju potrebnu toplinsku energiju, dobit će lošiju ocjenu, tj. lošiji energetski razred. Stanovanje u takvim zgradama je skuplje zbog većih troškova grijanja, ali i manje ugodno zbog temperaturnih oscilacija. Cilj energetskog certificiranje jest uvid u stanje zgrade, te moguće uštede, iznos ulaganja i povrat investicije.	

## Energetski razred zgrade
Ocjena energetskog razreda za stambenu zgradu prikazuje godišnju potrošnju energije po jedinici ploštine korisne površine zgrade - kWh/m2. Za nestambene zgrade se energetski razred izražava preko relativne vrijednosti godišnje potrebne toplinske energije za grijanje - %. Navedeno se može pronaći i u Pravilniku o energetskim pregledima građevina i energetskom certificiranju zgrada, NN 81/12, 29/13 78/13. Nove zgrade trebaju ući u bolji energetski razred, te se od njih očekuje razred C ili više. Maksimalna ocjena u Hrvatskoj jest B, dok su energetski razredi A+ i A za Hrvatsku trenutno nedostižni. Za razred A nužni su sustavi koji koriste obnovljive izvore energije i time smanjuju ukupnu potrošnju energije po kvadratnom metru. 	

## Zakonska obaveza izrade energetskog certifikata
Prilikom prodaje svaka zgrada, stan ili poslovni prostor, koji se nalazi u zgradi većoj od 50 m2 mora imati energetski certifikat. Ako se certifikat radi za zgradu u cjelini onda je cijena po stanu i do 10 puta jeftinija, a mogu se dobiti i bespovratne subvencije. 

#### Povećane su kazne za izostanak energetskog certifikata
Novčana kazna u iznosu od 25.000,00 kn slijedi investitoru ako prije početka korištenja građevinske dozvole ne ishodi energetski certifikat zgrade, a za prodaju nekretnine bez energetskog certifikata kazna iznosi 100.000,00 kn. Dodatnu kaznu za prekršaj mogu dobiti i odgovorna osoba u pravnoj osobi, te agencija koja oglašava prodaju nekretnine bez certifikata.

## Energetski pregled
Energetski pregled je postupak kojim se analizira postojeća potrošnja i energetska svojstva zgrade, te se time i određuje isplativost eventualnog ulaganja u poboljšanje energetske učinkovitosti. Obveznici energetskog pregleda su:
- Zgrade javne namjene čija korisna površina prelazi 250 m2
- Postojeće zgrade ili djelovi zgrada koji čine samostalne uporabne cjeline i koje podliježu obvezi energetskog certificiranja zgrada
- Građevina koju veliki potrošač koristi za obavljanje svoje djelatnosti
- Javna rasvjeta

## Sufinanciranje certifikacije i energetske obnove
Fond za zaštitu okoliša i energetsku učinkovitost kontinuirano objavljuje natječaje i pozive za bespovratno sufinanciranje energetskih pregleda i energetskih certifikata, kao i za sufinanciranje izrade projektne dokumentacije za energetsku obnovu zgrada.